# Johnny Lalopú
Jhonny Lalopú (Lambayeque, Provincia de Chiclayo, 25 de mayo de 1982) es un futbolista peruano. Juega de defensa y su actual equipo es San Martín de Filoque de la Copa Perú. Tiene 42 años.

## Clubes
| Club                              | País | Año       |
| --------------------------------- | ---- | --------- |
| Deportivo Municipal (Lambayeque)  | Perú | 1996-1997 |
| Escuela de Fútbol Real Lambayeque | Perú | 1998-1999 |
| Deportivo Cañaña                  | Perú | 2000      |
| Deportivo Pomalca                 | Perú | 2000      |
| Deportivo Cañaña                  | Perú | 2001      |
| Deportivo Pomalca                 | Perú | 2001      |
| Cachorro                          | Perú | 2002      |
| Flamengo                          | Perú | 2002      |
| San Lorenzo                       | Perú | 2003      |
| Flamengo                          | Perú | 2003-2004 |
| Sport Victoria de Túcume          | Perú | 2004      |
| Juan Aurich                       | Perú | 2005      |
| Olimpia                           | Perú | 2005      |
| Juan Aurich                       | Perú | 2006      |
| Cachorro                          | Perú | 2007      |
| Juan Aurich                       | Perú | 2007-2010 |
| Los Caimanes                      | Perú | 2011-2022 |
| Manuel González Prada             | Perú | 2023      |
| Deportivo Huracán (Mocupe)        | Perú | 2024      |
| San Martín de Filoque             | Perú | 2024 -    |

## Palmarés
| Título           | Club         | País | Año  |
| ---------------- | ------------ | ---- | ---- |
| Copa Perú        | Juan Aurich  | Perú | 2007 |
| Segunda División | Los Caimanes | Perú | 2013 |